# Kelstrup (Odsherred Kommune)
 For alternative betydninger, se Kelstrup. (Se også artikler, som begynder med Kelstrup)
Kelstrup er en landsby på Nordvestsjælland med 215 indbyggere  (2024). Kelstrup er beliggende i Vig Sogn tre kilometer syd for Vig, fem kilometer øst for Asnæs og 21 kilometer nord for Holbæk. Byen tilhører Odsherred Kommune og er beliggende i Region Sjælland.
Gennem Kelstrup kører busrute 566, drevet af Movia, mellem Nykøbing Sjælland og Asnæs. Rejsetiden til Asnæs er ca. 20 minutter, og den anden vej, til Nykøbing Sjælland, 40 minutter.